# Жуниор Палмарес
Жозе Едералдо да Силва Жуниор (на португалски: José Ederaldo da Silva Júnior), по-познат като Жуниор Палмарес (на португалски: Júnior Palmares), е бразилски футболист, който играе на поста офанзивен полузащитник.

## Кариера
На 28 юни 2022 г. Палмарес подписва с Арда. Дебютира на 1 август при победата с 3:2 като домакин на Септември (София).

## Успехи
Сао Бернардо
- Копа Паулиста (1): 2021

 Линенсе
- Паулиста А3 (1): 2021

 Манаус
- Амазоненсе (1): 2022